# Partido Popular de Sierra Leona
El Partido Popular de Sierra Leona (en inglés: Sierra Leone People's Party o SLPP) es un partido político liberal de Sierra Leona. Junto con el socialdemócrata Congreso de Todo el Pueblo, (APC) constituyen las dos principales fuerzas políticas del país desde la independencia del mismo (exceptuando el período 1978-1992 en el que el ACP fue el único partido legal). Gobernó el país entre 1961 y 1967, cuando perdió las elecciones frente al APC, y posteriormente entre 1996 y 2007. Aunque se identifica a sí mismo como un partido socialdemócrata, en realidad tiene posturas más cercanas al liberalismo y es miembro de la Unión Demócrata de África, que alberga habitualmente a partidos de centro y centroderecha.
En 2018 retornó al poder con la elección de Julius Maada Bio como presidente de la república en unas elecciones atrasadas.

## Historia

### Fundación
El partido fue fundado por Etheldred National Jones y Lamina Sankoh en septiembre de 1951, cuando Sierra Leona era una colonia del Imperio británico, obteniendo dos escaños en las elecciones legislativas de noviembre. Entre 1955 y 1956 se produjeron disturbios en la colonia, en parte debido a los salarios. La población empezó a sentirse atraída por el SLPP, que se posicionó como un "partido de la gente rural", obteniendo también un apoyo particular por parte de los jefes tribales, que tenían escaños garantizados en el legislativo. En las elecciones de 1957, las últimas durante el régimen colonial, el partido obtuvo una amplia victoria, permitiéndole a Milton Margai, su líder, acceder al cargo de Primer ministro y conducir el país hacia la independencia.

### Primera democracia: 1961-1978
El país se independizó como un Reino de la Mancomunidad con Isabel II del Reino Unido como jefa de estado, y Milton Margai como Primer ministro. El SLPP obtuvo otra victoria en las primeras elecciones posteriores a la independencia, en 1962. Margai falleció en 1964, y su hermano, Albert Margai, asumió el liderazgo del partido, y por lo tanto la primera magistratura. Durante su gobierno, los intentos de Margai de convertir al país al unipartidismo hicieron mermar su popularidad, facilitando una estrecha victoria del partido Congreso de Todo el Pueblo, (APC) en 1967. El día de la juramentación de Siaka Stevens como Primer ministro, el 21 de marzo, un golpe de Estado depuso al gobierno con el fin de perpetuar al SLPP en el poder. Días después, la Junta Militar también fue derrocada y se impuso una nueva, que también reprimió al partido saliente. En 1968, el APC logró un contragolpe y restauró la constitucionalidad del país.
Sin embargo, Siaka Stevens instauró de manera gradual su propio régimen de partido único con el APC, idea que antes tenía el SLPP. En 1971, el país cortó sus últimos lazos con el Reino Unido y se convirtió en una república. En 1973, el SLPP boicoteó las elecciones legislativas alegando fraude, y en 1977, caracterizadas por la violencia y la intimidación, fue ampliamente derrotado por el APC, que al año siguiente prohibió todos los demás partidos políticos. Los diputados del SLPP, exceptuando Manna Kpaka, que dimitió, se unieron nominalmente al APC.

### Renacimiento: 1996-2012
En 1996, durante la guerra civil de Sierra Leona, el SLPP fue nuevamente legalizado para competir en las primeras elecciones democráticas desde 1967, presentando como candidato a la presidencia a Ahmad Tejan Kabbah, que obtuvo el 59% de los votos en segunda vuelta contra John Karefa-Smart, del Partido Popular Nacional Unido. El gobierno del SLPP logró poner fin al conflicto bélico de manera exitosa, lo que acrecentó su popularidad. En la elección celebrada el 14 de mayo de 2002, el partido obtuvo el 69.9% de los votos y 83 de los 112 escaños de la Cámara de Representantes, y su candidato en la elección presidencial, nuevamente Kabbah, ganó 70.1% de los votos y fue reelegido. Sin embargo, su candidato Solomon Berewa fue derrotado en 2007 contra el candidato del Congreso de Todo el Pueblo, Ernest Bai Koroma. En 2011, Julius Maada Bio se convirtió en el candidato del SLPP para la elección presidencial de 2012, siendo derrotado por Ernest Bai Koroma.

### Actualidad
En las elecciones presidenciales del 2018, el candidato Julius Maada Bio logró la victoria en segunda vuelta con aproximadamente un 51.8% de los votos.

## Resultados electorales

### Legislativo
| Año  | # de votos  | % de votos  | # de escaños obtenidos | +/– | Posición  |
| ---- | ----------- | ----------- | ---------------------- | --- | --------- |
| 1951 | Desconocido | Desconocido | 2/7                    |     | Oposición |
| 1957 | 75.575      | 45.7        | 24/51                  | 22  | Gobierno  |
| 1962 | 230.118     | 34.7        | 28/74                  | 4   | Gobierno  |
| 1967 | 230.999     | 37.1        | 28/78                  | 0   | Oposición |
| 1977 | 205.976     | 29.99       | 15/100                 | 15  | Oposición |
| 1996 | 269.888     | 35.94       | 27/80                  | 27  | Gobierno  |
| 2002 | 1.352.206   | 69.9        | 83/124                 | 56  | Gobierno  |
| 2007 | 707.608     | 39.54       | 43/124                 | 40  | Oposición |
| 2012 | 819.185     | 38.25       | 42/124                 | 1   | Oposición |